# Buttermilk (häst)
Buttermilk, född 13 april 1941, död 7 oktober 1972 var en gulbrun quarterhäst. Han medverkade i många västernfilmer tillsammans med sin ägare och ryttare, cowgirlstjärnan Dale Evans.
Buttermilk reds av Evans i tv-serien The Roy Rogers Show, och hennes man Roy Rogers red palominofärgade Trigger. Båda hästarna var extremt populära och blev en marknadsföringssuccé med replikor av gjutjärn och plast, lampor och dussintals andra produkter som köptes av vuxna och barn.
Efter att Buttermilk dog 1972 sattes hans hud över en gipsliknande häst, och visades på Roy Rogers and Dale Evans Museum i Victorville, Kalifornien (museet har sedan dess flyttats till Branson, Missouri).
2010 stängdes museet och alla artefakter såldes, inklusive Trigger och Buttermilk.